# Henri Perdrix
Henri Perdrix est un homme politique français né le 23 avril 1872 à Valence (Drôme) et décédé le 8 avril 1948, dans la même ville.

## Biographie
Entrepreneur en menuiserie, il est élu conseiller municipal de Valence dès 1904. Mais sa carrière prend son essor après la guerre. En 1919, il est élu maire de Valence et conseiller général, assemblée dont il devient président. Battu lors des élections cantonales de 1928, il s'estime désavoué et quitte alors ses fonctions de maire de Valence.
Il appartient à la Société des félibres de Paris.
Il est sénateur de la Drôme de 1920 à 1940, mais ne prend jamais la parole dans les débats. Le 10 juillet 1940, il vote les pleins pouvoirs au maréchal Pétain et se retire de la vie politique.

## Sources
1. ↑  Jean Fourié (av.-propos Marcel Decremps), Le Félibrige parisien durant l'entre-deux-guerres (1918-1940), Paris, Les Amis de la langue d'oc, 1987, p. 26 (SUDOC 008671079).